# Raimondo D'Aronco

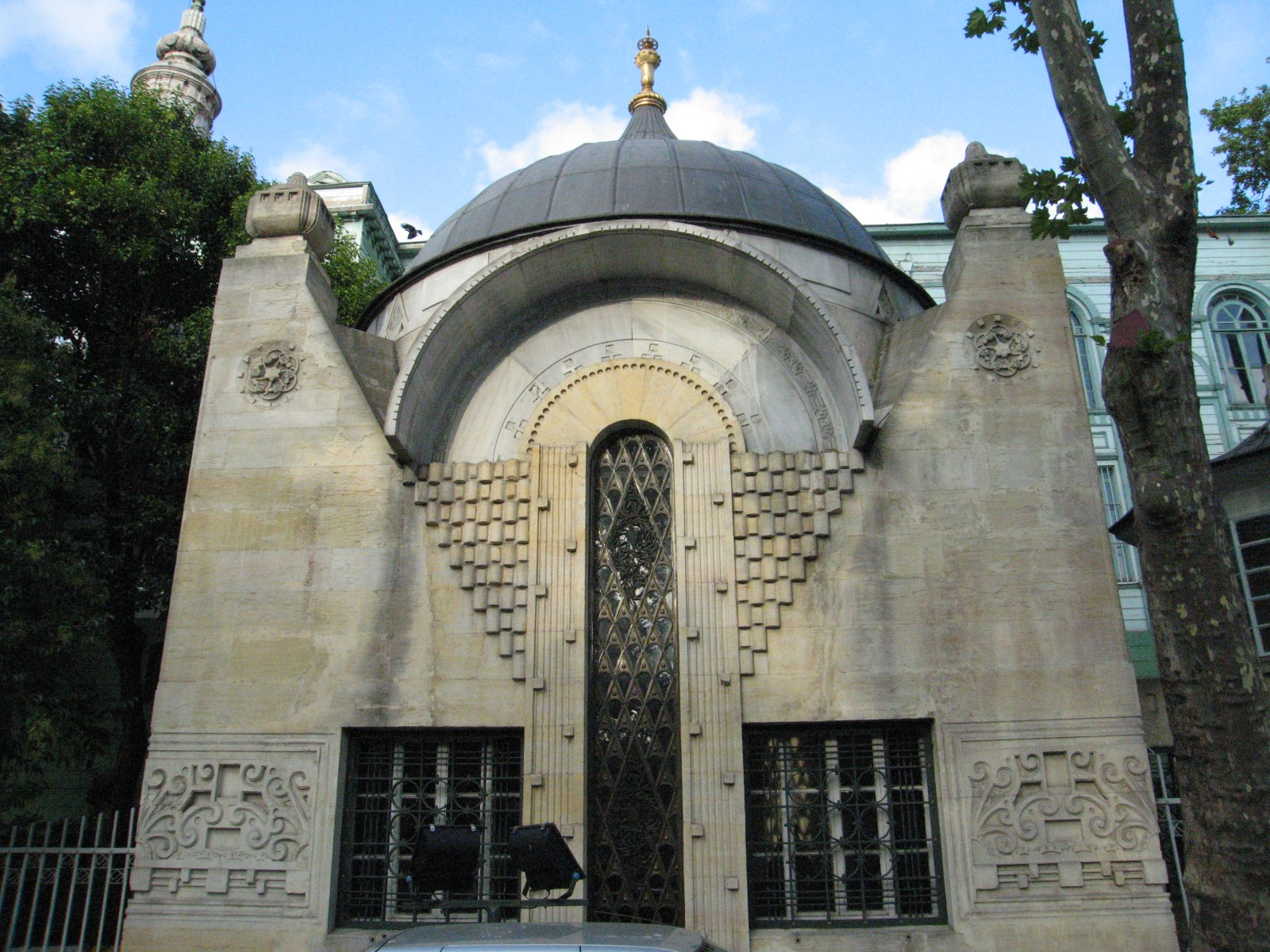
Türbe di Sheikh Zafir Effendi (Istanbul).

Raimondo Tommaso D'Aronco (Gemona del Friuli, 31 agosto 1857 – San Remo, 3 maggio 1932) è stato un architetto italiano, considerato come uno dei più importanti architetti italiani esponenti del Liberty.

## Biografia
Figlio di Girolamo D'Aronco, anch'egli progettista e impresario edile, dopo aver terminato la Scuola d'Arti e Mestieri a Gemona, fu inviato dal padre a Graz, dove frequentò una scuola per capomastri. D'Aronco si offrì poi come volontario per il servizio militare e lavorò come ingegnere delle fortificazioni a Torino, il che gli diede esperienza nelle costruzioni in legno. Studiò in seguito all'Accademia di Venezia, ottenendo il diploma di architetto. All'Accademia, le idee di Camillo Boito erano dominanti nelle classi di progettazione, che gli insegnarono come combinare l'ambiente esistente con altre fonti. Alla fine dell'anno, quando aveva ancora solo 19 anni e pieno di entusiasmo, ottenne il primo premio per la composizione architettonica. Con il titolo di architetto poté intraprendere la carriera di professore, prima all'Accademia di Carrara, in seguito a Cuneo, a Palermo, all'Università di Messina, dove conobbe Ernesto Basile, altro importante esponente dell'arte nuova in Italia.
Contemporaneamente alla docenza, D'Aronco iniziò l'attività professionale come architetto. Progettò alcune opere in Italia, mentre al 1893 risale il suo primo viaggio in Turchia, Paese nel quale lavorò e progettò per molti anni. Infatti, in seguito al terremoto del 1894, fu architetto-capo incaricato da Abdul Hamid II della ricostruzione di Istanbul (in quell'epoca ufficialmente chiamata Costantinopoli, in turco Kostantiniyye). Alternò soggiorni e progetti in Turchia, dove realizzò tra l'altro la residenza estiva dell'Ambasciata d'Italia (villa Tarabya, 1906) ad Istanbul, e in Italia, fino al 1909, quando, in seguito alla Rivoluzione dei Giovani Turchi e alla deposizione del Sultano, rientrò ad Udine.
Tra i progetti realizzati in Italia, si ricordano i padiglioni per l'Esposizione Internazionale d'Arte Decorativa Moderna di Torino (1902) e i padiglioni per l'Esposizione nazionale di Udine (1903).
D'Aronco fu anche l'architetto del Nuovo palazzo per gli uffici municipali di Udine, per il quale già nel 1888 aveva steso un primo progetto. Un secondo progetto fu presentato nel 1909, mentre nel 1910 vennero proposte altre due soluzioni, una delle quali fu la proposta scelta. Il Palazzo, in realtà, non può essere definito un edificio Art nouveau. D'Aronco si ispirò a canoni architettonici più classici. Come scrisse nella relazione accompagnatoria al progetto prescelto, lo stile dell'edificio doveva Essere italiano e ispirato al Cinquecento e al Seicento per quanto è compatibile con le esigenze dei tempi nostri, con quelle del palazzo e dei materiali da impiegarsi. I lavori, iniziati nel 1911, e interrotti per la guerra, terminarono nel 1925, mentre le finiture interne furono ultimate negli anni trenta.
Parte del merito della riscoperta di d'Aronco va attribuito all'architetto italiano Manfredi Nicoletti che scrisse la prima monografia sulle sue opere nel 1955 e in seguito una seconda nel 1982.

## Opere
Progetti principali
- 1883 Lapidi commemorative dedicate a Garibaldi, Vittorio Emanuele II e Antonio Sabbadini, Gemona (Udine)
- 1889 Nuovo cimitero, Cividale (Udine)
- 1893 Facciata per il teatro, Tolmezzo (Udine)
- 1894 Progetto di restauro per Santa Sofia, Istanbul (Turchia)
- 1894 Restauro della moschea e del deposito di munizioni della caserma imperiale, Istanbul (Turchia)
- 1894 Osservatorio astronomico e sismico, Şişli (Turchia)
- 1894 Scuola imperiale di arti e mestieri, Istanbul (Turchia)
- 1894 Imperiale scuola di veterinaria, Haidarpaşa, Istanbul
- 1894-1900 Restauro della fontana delle abluzioni nel cortile di Santa Sofia, Istanbul
- 1894-1901 Scuola imperiale militare di medicina (con Alexandre Vallaury), Haidarpaşa (Istanbul)
- 1895 Restauro del Gran bazar (con Alexandre Vallaury), Istanbul (Turchia)
- 1897 Tomba Javelli-D'Aronco, Cimitero di San Rocco Castegnaretta (Cuneo)
- 1901-1902 Prima esposizione d'arte decorativa moderna, progetti di massima ed esecutivo, Torino
- 1903-1904 Moschea di Karakeuy-Galata, Karaköy (Turchia)
- 1903-1906 Casa D'Aronco, Torino
- 1904 Sala per collezioni e biblioteca per Mehmed Memduh Pascià, Arnavutköy (Turchia)
- 1905-1906 Ambasciata d'Italia, Tarabya, Istanbul (Turchia)
- 1911-1930 Nuovo palazzo per gli uffici municipali, Udine
- 1924 Villino Tamburlini, Udine

## Archivio
Il fondo Raimondo D'Aronco composto da una collezione di migliaia di disegni di D'Aronco è conservata presso Gallerie del Progetto - Civici musei di storia e arte di Udine in seguito alla donazione della nipote Raimonda Venturini Pistolese alla città di Udine.